# Баконијер
Баконијер (фр. Baconnière) насеље је и општина у западној Француској у региону Лоара, у департману Мајен која припада префектури Лавал.
По подацима из 2011. године у општини је живело 1628 становника, а густина насељености је износила 59,5 становника/km². Општина се простире на површини од 27,36 km². Налази се на средњој надморској висини од 190 метара (максималној 199 m, а минималној 83 m).

## Демографија
| 1962. | 1968. | 1975. | 1982. | 1990. | 1999. | 2011. |
| ----- | ----- | ----- | ----- | ----- | ----- | ----- |
| 881   | 905   | 875   | 1.037 | 1.152 | 1.194 | 1.628 |

График промене броја становника у току последњих година